# Campeonato Paulista de Futebol Feminino de 2011
O Campeonato Paulista Kaiser de Futebol Feminino de 2011 foi a 19.ª edição do campeonato de futebol feminino organizado pela Federação Paulista de Futebol (FPF). Foi disputado entre 16 de abril e 29 de outubro e reuniu 19 equipes.

## Fórmula de disputa
As equipes foram divididas em dois grupos, sendo um com nove participantes e um com dez participantes, segundo o critério de localização. Na primeira fase, as equipes jogaram entre si, dentro do grupo, em turno e returno e as quatro primeiras colocadas de cada grupo avançaram para a segunda fase. Na segunda fase, as equipe formarão mais dois grupos de quatro equipes cada. Novamente os jogos aconteceram dentro do grupo, em turno e returno e as duas equipes melhor classificadas de cada grupo se classificaram para a fase seguinte. Na terceira fase (semifinais), novos jogos em cruzamento olímpico (1º de um grupo contra o segundo do outro) em jogos de ida e volta, sempre com a última partida em mando da equipe de melhor campanha na segunda fase. Os vencedores disputaram a final novamente em jogos de ida e volta, com mando de campo do jogo de volta da equipe que teve a melhor campanha, somadas todas as fases anteriores.

### Critérios de desempate
O desempate entre duas ou mais equipes na primeira fase seguiu a ordem definida abaixo:
1. Número de vitórias
2. Saldo de gols
3. Gols marcados
4. Menor número de cartões vermelhos recebidos
5. Menor número de cartões amarelos recebidos
6. Sorteio

Nas fases seguintes, a melhor campanha no somatório das fase anteriores substituiu os três últimos critérios de desempate.

## Participantes
| Equipe             | Cidade                | Em 2010        | Estádio                                  | Capacidade | Títulos            |
| ------------------ | --------------------- | -------------- | ---------------------------------------- | ---------- | ------------------ |
| ABD - Botucatu     | Botucatu              |                | Estádio Dr. Acrísio Paes Cruz            | 4.500      | 0 (não possui)     |
| AD Centro Olímpico | São Paulo             |                | Distrital da Vila Guarani                | 1.500      | 0 (não possui)     |
| América São Manuel | São Manuel            |                | Municipal Adhemar de Barros (São Manuel) | 2.000      | 0 (não possui)     |
| Atlético Mogi      | Mogi das Cruzes       |                | Nogueirão                                | 10.380     | 0 (não possui)     |
| Ferroviária        | Araraquara            | 4º (Série A1)  | Arena da Fonte Luminosa                  | 25.000     | 0 (não possui)     |
| Francana           | Franca                | 8º (Série A1)  | Lanchão                                  | 15.100     | 0 (não possui)     |
| Juventus           | São Paulo             | 10º (Série A1) | Rua Javari                               | 4.000      | 1 (1987)           |
| Marília            | Marília               | 11º (Série A1) | Abreuzão                                 | 19.500     | 0 (não possui)     |
| Paulista           | Jundiaí               | 16º (Série A1) | Francisco dal Santo                      | 250        | 0 (não possui)     |
| Portuguesa         | São Paulo             | 6º (Série A1)  | Centro de Treinamento da Portuguesa      |            | 3 (último em 2002) |
| Rio Preto          | São José do Rio Preto | 3º (Série A1)  | Rio Pretão                               | 17.000     | 0 (não possui)     |
| Santos             | Santos                | 1º (Série A1)  | CT Rei Pelé                              | 20.120     | 2 (último em 2010) |
| São Bernardo       | São Bernardo do Campo | 18º (Série A1) | Baetão                                   | 6.315      | 0 (não possui)     |
| São José           | São José dos Campos   | 2º (Série A1)  | Martins Pereira                          | 15.317     | 0 (não possui)     |
| São Judas Tadeu    | Jaguariúna            | 9º (Série A1)  | Campo do Nassif                          | 15.000     | 0 (não possui)     |
| São Vicente        | São Vicente           |                | Mansueto                                 | 5.004      | 0 (não possui)     |
| Taboão da Serra    | Taboão da Serra       | 17º (Série A1) | Vereador José Feres                      | 9.436      | 0 (não possui)     |
| Taubaté            | Taubaté               |                | Joaquim de Morais Filho                  | 15.000     | 0 (não possui)     |
| XV de Piracicaba   | Piracicaba            |                | Barão de Serra Negra                     | 18.799     | 0 (não possui)     |

## Primeira fase

### Grupo 1
| Pos. | Equipe                | Pts | J  | V  | E | D  | GP | GC | SG  |
| ---- | --------------------- | --- | -- | -- | - | -- | -- | -- | --- |
| 1    | Rio Preto             | 43  | 16 | 14 | 1 | 1  | 70 | 10 | 60  |
| 2    | Ferroviária           | 38  | 16 | 12 | 2 | 2  | 53 | 15 | 38  |
| 3    | Francana              | 33  | 16 | 11 | 0 | 5  | 36 | 20 | 16  |
| 4    | ABD - Botucatu        | 29  | 16 | 9  | 2 | 5  | 46 | 9  | 37  |
| 5    | América de São Manuel | 27  | 16 | 8  | 3 | 5  | 37 | 22 | 15  |
| 6    | São Judas             | 15  | 16 | 5  | 0 | 11 | 22 | 37 | -15 |
| 7    | Marília               | 12  | 16 | 4  | 0 | 12 | 29 | 63 | -34 |
| 8    | XV de Piracicaba      | 10  | 16 | 3  | 1 | 12 | 18 | 48 | -30 |
| 9    | Paulista              | 4   | 16 | 1  | 1 | 14 | 7  | 94 | -87 |

### Grupo 2
| Pos. | Equipe          | Pts | J  | V  | E | D  | GP  | GC  | SG   |
| ---- | --------------- | --- | -- | -- | - | -- | --- | --- | ---- |
| 1    | São José-SP     | 47  | 18 | 15 | 2 | 1  | 108 | 9   | 99   |
| 2    | Santos          | 46  | 18 | 15 | 1 | 2  | 95  | 12  | 83   |
| 3    | Centro Olímpico | 39  | 18 | 13 | 0 | 5  | 80  | 17  | 63   |
| 4    | Portuguesa      | 35  | 18 | 11 | 2 | 5  | 51  | 18  | 33   |
| 5    | Juventus-SP     | 31  | 18 | 9  | 4 | 5  | 55  | 22  | 33   |
| 6    | Taboão da Serra | 24  | 18 | 8  | 0 | 10 | 33  | 45  | -12  |
| 7    | Taubaté         | 16  | 18 | 4  | 4 | 10 | 19  | 52  | -33  |
| 8    | Atlético Mogi   | 10  | 18 | 3  | 1 | 14 | 17  | 116 | -99  |
| 9    | São Bernardo    | 10  | 18 | 2  | 4 | 12 | 20  | 65  | -45  |
| 10   | São Vicente     | 3   | 18 | 1  | 0 | 17 | 13  | 135 | -122 |

## Segunda fase

### Grupo 3
| Pos. | Equipe          | Pts | J | V | E | D | GP | GC | SG  |
| ---- | --------------- | --- | - | - | - | - | -- | -- | --- |
| 1    | Santos          | 12  | 6 | 4 | 0 | 2 | 14 | 5  | 9   |
| 2    | Centro Olímpico | 12  | 6 | 4 | 0 | 2 | 14 | 9  | 5   |
| 3    | Rio Preto       | 10  | 6 | 3 | 1 | 2 | 5  | 5  | 0   |
| 4    | ABD - Botucatu  | 1   | 6 | 0 | 1 | 5 | 3  | 17 | -14 |

### Grupo 4
| Pos. | Equipe      | Pts | J | V | E | D | GP | GC | SG |
| ---- | ----------- | --- | - | - | - | - | -- | -- | -- |
| 1    | São José-SP | 15  | 6 | 5 | 0 | 1 | 12 | 5  | 7  |
| 2    | Francana    | 12  | 6 | 4 | 0 | 2 | 9  | 6  | 3  |
| 3    | Ferroviária | 9   | 6 | 3 | 0 | 3 | 8  | 10 | -2 |
| 4    | Portuguesa  | 0   | 6 | 0 | 0 | 6 | 5  | 13 | -8 |

## Fase final

### Tabela
|  | Semifinais      | Semifinais | Semifinais | Semifinais |   |                 | Final | Final | Final | Final |
|  |                 |            |            |            |   |                 |       |       |       |       |
|  | São José-SP     | 2          | 0          | 2          |   |                 |       |       |       |       |
|  | Centro Olímpico | 4          | 1          | 5          |   |                 |       |       |       |       |
|  | Centro Olímpico | 4          | 1          | 5          |   | Centro Olímpico | 1     | 2     | 3     |       |
|  |                 |            |            |            |   | Centro Olímpico | 1     | 2     | 3     |       |
|  |                 | Santos*    | 2          | 1          | 3 |                 |       |       |       |       |
|  | Santos          | Santos*    | 2          | 1          | 3 | 4               | 3     | 7     |       |       |
|  | Santos          |            |            |            |   | 4               | 3     | 7     |       |       |
|  | Francana        | 0          | 0          | 0          |   |                 |       |       |       |       |

- O Santos foi campeão, conforme o regulamento, por ter a melhor campanha nas três fases anteriores.

### Semifinais
Ida
| 8 de outubro | Centro Olímpico                            | 4 – 2 | São José-SP                | Estádio Distrital da Vila Guarani, São Paulo |
| 10:00        | Débinha 5' 60' · Giovanna 46' · Carina 48' |       | Gislaine 31' · Poliana 85' |                                              |

| 8 de outubro | Francana | 0 – 4 | Santos                                       | Estádio José Lancha Filho, São Paulo |
| 15:00        |          |       | Karen 15' · Gabi 38' · Érika 67' · Kelly 75' |                                      |

Volta
| 15 de outubro | São José-SP | 0 – 1 | Centro Olímpico | Estádio Martins Pereira, São José dos Campos |
| 10:30         |             |       | Fernandinha 61' |                                              |

| 16 de outubro | Santos                       | 3 – 0 | Francana | Estádio Vila Belmiro, Santos |
| 18:30         | Karen 12' 53' · Danielli 15' |       |          |                              |

### Finais
Ida
| 22 de outubro | Centro Olímpico           | 2 – 1 | Santos   | Estádio Distrital da Vila Guarani, São Paulo |
| 10:00         | Giovanna 44' · Carina 50' |       | Gabi 37' |                                              |

Volta
| 29 de outubro | Santos                | 2 – 1 | Centro Olímpico | Estádio Vila Belmiro, Santos |
| 10:00         | Karen 15' · Érika 26' |       | Carina 18'      |                              |

## Premiação
| Campeonato Paulista de Futebol Feminino de 2011 |
| ----------------------------------------------- |
| SANTOS (3º título)                              |